# خدا یه دختره
«خدا یه دختره» (به انگلیسی: God Is a Girl) ترانه‌ای از گروه ترنس گروو کاوریج و سومین تک‌آهنگ از آلبوم دختر مدل منتشر شده در سال ۲۰۰۲ است.

## سرقت هنری
در ساخت ملودی کُرُس «خدا یه دختره» از ترانهٔ «جفرسون» راکست استفاده شده‌است. به همین دلیل پر گسله خالق «جفرسون»، پس از انتشار «خدا یه دختره» شکایتی را علیه شرکت توزیع کننده و گروو کاوریج به دادگاه ارائه کرد و خواستار دریافت ۵۰٪ از درآمد حاصل از فروش این ترانه شد. در وبسایت بی‌اِم‌آی و در بخش مشخصات «خدا یه دختره»، نام پر گسله به‌عنوان یکی از خالقان اثر درج شده‌است.

## ویدئو
موزیک ویدئوی «خدا یه دختره» یک آیین شفابخشی مذهبی در کلیسا را به تصویر می‌کشد. در این برنامه ورِنا رِم به عنوان خوانندهٔ اصلی کلیسا و دی‌جی نووس به عنوان شفا دهنده حضور دارند. طی مراسم، یک دختربچه جلوی محراب به عنوان «خدا» معرفی می‌شود. دی‌جی نووس مراسم شفابخشی را برای حاضران انجام می‌دهد و در مقابل از آن‌ها پول دریافت می‌کند.

## فهرست قطعات
1. «خدا یه دختره» (تنظیم رادیویی) - ۳:۳۷
2. «خدا یه دختره» (نسخهٔ آلبوم) - ۳:۰۴
3. «خدا یه دختره» (نسخهٔ طولانی) - ۷:۱۰
4. «خدا یه دختره» (رمیکس الکس کنراد) - ۶:۴۱
5. «خدا یه دختره» (رمیکس روکو) - ۶:۵۴

## موفقیت تجاری
جدول وارد شدهٔ غیرمجاز: آلمان۲|۸
| جدول فروش (۲۰۰۲)          | بالاترین جایگاه |
| ------------------------- | --------------- |
| اتریش (او۳ تاپ ۴۰ اتریش)  | ۵               |
| بلژیک (اولتراتیپ فلاندرز) | ۵               |
| لهستان (جدول فروش لهستان) | ۸               |
| سوئیس (شوایزر هیت‌پاراد)   | ۷۰              |